# Stefan Ahlman

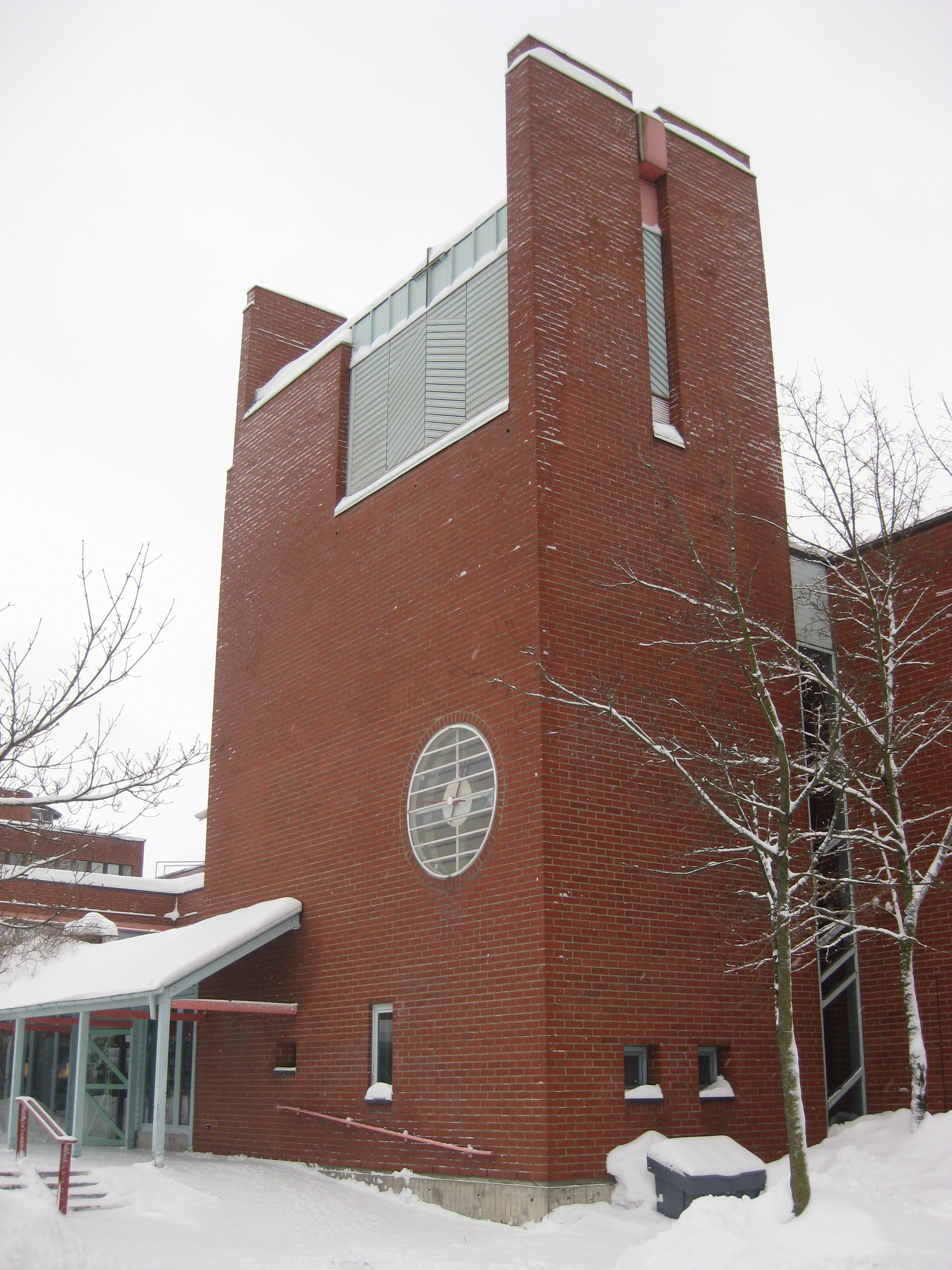
Matteuskyrkan i Helsingfors, tillsammans med Veli-Pekka Tuominen (1985).

Stefan Gustav Ahlman, född 28 december 1954 i Helsingfors, är en finländsk arkitekt. 
Ahlmans arkitektpraktik har planerat en rad höghus, bland annat på Drumsö, i Gräsviken, Lillhoplax, Nordsjö, Sockenbacka, Tali och Vik i Helsingfors (från 1992), samt Kilo och Alberga i Esbo. Han har ritat de flesta nya studentbostadsbyggnaderna för finska handelshögskolans studentkår KY i Helsingfors. Han har även ritat en rad villor i Grankulla och särskilt Villa Waselius på Drumsö (1998) samt Villa Hartwall i Sibbo (2002). Bland offentliga byggnader märks Yrkeshögskolan Arcadas bygge för före detta tekniska läroverket i Esbo (1994), Helsingfors konservatorium i Gräsviken (1999), församlingshemmet i Kalajärvi i Esbo (1999) och det stora kampusområdet i Arabiastranden (2004–2005). Han planerade även ombyggnaden av Ab Kokos gamla fabriksbyggnad till Konstuniversitetets Teaterhögskola (2001). Bland många inredningsarbeten märks vindsinredningen för Svenska folkskolans vänners fastighet vid Annegatan i Helsingfors.